# San Pedro Jocopilas
San Pedro Jocopilas é uma cidade da Guatemala do departamento de El Quiché.